# Аюла (река)
Аюла́ — река в России, протекает по Чемальскому району Республики Алтай. Устье реки находится в 195 км от устья реки Катунь по левому берегу, в районе села Аюла. Длина реки — 18 км.

## Данные водного реестра
По данным государственного водного реестра России относится к Верхнеобскому бассейновому округу, водохозяйственный участок реки — Катунь, речной подбассейн реки — Бия и Катунь. Речной бассейн реки — (Верхняя) Обь до впадения Иртыша.